# NGC 2580
NGC 2580 is een open sterrenhoop in het sterrenbeeld Achtersteven. Het hemelobject werd op 5 februari 1837 ontdekt door de Britse astronoom John Herschel.

## Synoniemen
- OCL 709
- ESO 431-SC6